# Juan Vicente Chiarino
Juan Vicente Chiarino (Montevideo, 25 de desembre de 1901 - ibídem., 29 de juny de 1989) fou un advocat i polític uruguaià pertanyent a la Unió Cívica de l'Uruguai (UCU).
Es va graduar com a advocat per la Universitat de la República. Durant els anys 1930 va dirigir el periòdic El bien público, encarregat de difondre idees cristianes i democristianes. El 1944 va assumir com a diputat pel seu partit polític, càrrec pel que va tornar a ser elegit durant les eleccions generals del 1946. Quatre anys després, pels comicis del 1950, en va obtenir el càrrec de senador, essent reelegit el 1954.
El 1959 va renunciar com a senador i, tres anys més tard, la Unió Cívica de l'Uruguai (UCU) es va dividir en dos sectors: un progressista sota el nom de Partit Demòcrata Cristià (PDC), i un altre de tendència més conservadora i tradicional, amb el nom d'Unió Radical Cristiana (URC). Chiarino es va unir a aquesta darrera divisió, al costat d'altres dissidents de l'antic partit.
El 1982, Chiarino va tornar a l'escena política amb la recentment formada Unió Cívica (UC). Va ser una figura molt respectada per tots els partits polítics del país, i va tenir, així mateix, un paper destacat per a la transició a la democràcia. Per aquesta raó, i malgrat la seva avançada edat, el primer president elegit en el període democràtic, el centredretà Julio María Sanguinetti Coirolo, el va designar ministre de Defensa Nacional.